# アタイ (建州女真)
アタイは、明朝後期の建州女直。建州右衛都指揮使・王杲の子。妻はヌルハチ (後の清太祖) の従姉妹で、その祖父はギョチャンガ。
父を明朝に売ったハダ国主ベイレワン･ハンを仇敵として憎み、同じくハダとは犬猿の仲であったイェヘと謀って明の辺塞を度々侵犯したが、本拠地グレ城を李成梁率いる明の官軍に包囲・火攻され、殺害された。アタイが殺害された戦役ではギョチャンガと子タクシ (ヌルハチ父) も官軍に殺害され、これがきっかけとなってヌルハチは明朝征討を決意する。

## 略歴
万暦3 (1575) 年、明軍の追撃を避けてハダ領に潜んでいたアタイの父・王杲は、ハダ国主・ワンと子・フルガンに執えられ、紫禁城に送られた後に馬市で磔死した。明朝はその妻子27人をワンに帰順させ、アタイはフルガンに依帰した。アタイはしかし、父・王杲をまんまと裏切って明朝に引き渡したワン父子に対する復讐心を忘れず、臥薪嘗胆を続けた。一方この頃、イェヘのチンギヤヌ、ヤンギヌ兄弟もまた、祖父・チュクンゲを殺され、貢勅と属部を横奪された恨みからハダの殲滅を企んでいた。
ワンが老いてハダの勢力も衰頽し始めた頃、イェヘの兄弟はハダの老国主を尻目にフルガンと対峙しつつ、ハダを襲撃してイェヘの故地奪還を果たした。万暦10 (1582) 年旧暦7月にワンが死歿すると、アタイは志を同じくするイェヘの兄弟に投じ、蒙古勢とも結託して孤山、鉄嶺、汛河などを数度に亘り襲撃、掠奪した。総督・呉兌は守備・霍九皋を派遣してアタイを説得させたが聴き容れず。そこで遼東総兵・李成梁は軍を率いて曹子谷、大梨樹佃に進攻し、アタイの軍勢を破って一千余の首級をあげた。吉報をうけた神宗・万暦帝は喜悦し、同日中に戦捷を発表させたという。

### 最期
万暦10年1582旧暦7月にハダ国主ベイレワン･ハンが病没し、俄に勢力を伸長したイェヘは、同年12月にはハダの二代目国主ベイレフルガンと抗争状態にあった。女真勢力を羈縻する為にハダ安定を図る明朝は、ワン･ハンに対するのと同様に、フルガンに対しても懐柔策を採り、一方でイェヘや蒙古 (西虜) への警戒を強めた。また、当時弱体化していた建州女直はそれでも依然として大きな勢力を有し、曾て明朝を苦しめた王杲の子であるアタイは、イェヘや蒙古と組んで明の辺塞を犯すなどし、特に目障りな存在であった。その為、明朝はアタイを「禍本」とみなし、その排除を計画した。
アタイの最期については、史料に拠って内容が異なる。
『清實錄』など清代史料に拠れば、アタイは、スクスフ･ビラ部トゥルン城主ニカン･ワイランと結託した李成梁率いる明の官軍による侵攻を受けたものの、グレ城の地の利と兵士の堅い守備によって何とか陥落を防いでいた。官軍に多数の死傷者を出した李はその責任をニカン･ワイランに転訛しようとしたが、焦ったニカン･ワイランが「アタイを殺した者を次のグレ城主とする」と狂言を打つと、グレ城の兵士はまんまとその口車に乗せられ、アタイを殺害して官軍に投降した為、城外に出て来たところを李は一網打尽にした。この時、ヌルハチ祖父ギョチャンガは、アタイに嫁いでいた孫娘の救出を計画して子タクシ (ヌルハチ父) とともにグレ城内にとび込んだが、スクスフ･ビラ部の覇権を狙うニカン･ワイランの教唆を受けた明の官軍によって「誤殺」された。
『明實錄』に拠れば、アタイはアハイを糾合して明の辺境を侵犯したが、李成梁の迎撃を受けて死亡した。李はさらに余勢を駆ってアタイの居城に侵攻し、2,000人以上を斬伐・捕縛した。ギョチャンガとタクシはこの戦役において明の官軍の先導を務めていたが、アタイの城が陥落した際に明の官軍に「誤殺」された。
この外、『東夷考略』に拠れば、アタイは瀋陽南方の渾河のあたりまで侵犯したものの、出動した李成梁率いる官軍に追われて撤収した。アタイを生かしておけば辺境の安全が損なわれるとして、李はアタイ征討を具申し、アタイとともにたびたび掠奪を働いていたアハイの城を陥落させると、兵を結集させてアタイの城を火攻にし、数日かかって陥落させた。
いづれにしても万暦11年1583旧暦2月のことである。

## 一族姻戚

### 血族
王杲：建州部首領。
- 子・アタイ
- 子・アハイ (阿海)

### 姻戚
ギオチャンガ：清興祖・フマンの子。清景祖。
- 子・リドゥン (礼敦)
  - 孫娘 (名不詳)：アタイの妻。
- 子・タクシ：清顕祖。
  - 孫：ヌルハチ：タクシの子。清太祖。
    - 曾孫：ホンタイジ：ヌルハチの子。清太宗。

- - -
一部学者にはアタイをヌルハチの外祖父・阿古都督と同一視する向きもあるが、反論もある。近年では概ねヌルハチの母方の叔父、或いは父方の従姉の夫 (堂姐夫) とする説が有力である。

## 脚註
1. 1 2 3 4  “王杲”. 清史稿. 222. 清史館
2. ↑  “序言”. 清史稿. 1. 清史館
3. 1 2 3  “建州女直通攷”. 東夷考略. 不詳
4. ↑  “李成梁”. 明史. 238. 四庫全書
5. ↑  『清史稿』巻222には「王台卒，阿台思報怨，因誘葉赫楊吉砮等侵虎兒罕赤。總督吳兌遣守備霍九皋諭阿台，不聽。」とあるが、「誘葉赫楊吉砮等侵虎兒罕赤」の部分はほかの文献にはみえない。万暦3年に父が殺され、万暦10年にハダからイェヘに投じるまでの七年間、或いはイェヘに投じる直前にフルガンを攻撃したのか、詳細不明。
6. ↑  『東夷考略』(建州女直通考)「……得級千三十九併獲喜樂温河衛指揮使銅印一顆……」、『明神宗實錄』「斬一千八百餘人并殲名王十六獲達馬幾五百」、『清史稿』巻222「……斬一千五百六十三級……」
7. ↑  “萬曆10年1582 12月8日段61325”. 神宗顯皇帝實錄. 131
8. ↑  孟, 森 (2006). 滿洲開國史講義. 中華書局. p. 194
9. ↑  李, 林 (2006). 滿族宗譜研究. 遼寧民族出版社. p. 127

## 参照

### 史籍
- 茅瑞徵『東夷考略』1621 (漢文) ＊燕京図書館 (ハーバード大学) 所蔵版
- 顧秉謙『神宗顯皇帝實錄』1630 (漢文)
- 楊賓『柳邊紀略』1707 (漢文)
- 張廷玉, 他『明史』巻238「李成梁」四庫全書, 1739 (漢文)
- 趙爾巽, 他100余名『清史稿』巻1, 222, 223, 清史館, 1928 (漢文) ＊中華書局版